# アンリ2世・ドルレアン＝ロングヴィル
アンリ2世・ドルレアン＝ロングヴィル（フランス語：Henri II d'Orléans-Longueville, 1595年4月6日 - 1663年5月11日）は、ロングヴィル公（在位：1595年4月8日 - 1663年5月11日）。フロンドの乱の主要人物の一人で、ピカルディ、後にノルマンディーの総督。

## 生涯
アンリ2世はロングヴィル公アンリ1世とカトリーヌ・ド・ゴンザーグの唯一の息子である。
反コンチーニ派で摂政マリー・ド・メディシスのお気に入りとして、コンデ公アンリ2世の計画した陰謀に参加し、その間にアンリ2世はペロンヌの町を占領した。1619年、アンリ2世はピカルディー公領をルイ13世のお気に入りリュイーヌ公シャルル・ダルベールに譲り、代わりにノルマンディー公領を手に入れた。1620年の夏、アンリ2世はマリー・ド・メディシスの反乱に参加したが、ルーアン議会とアンリ2世が包囲したディエップの町は国王に忠実であり、アンリ2世は数ヶ月間職務を停止された。
アンリ2世は三十年戦争を終結させたヴェストファーレン条約の会談でフランスの代表団を率いて参加した。和平手続きの間、アンリ2世は「Altesse（殿下）」と呼ぶよう主張し、大使の称号に関する衝突に巻き込まれた。
ヌーシャテル公として、ハプスブルク家の権力に対して敵対し、スイス連合の全ての州に対して神聖ローマ帝国から正式に免税を勝ち取った。
1642年、アンリ2世はアンヌ・ジュヌヴィエーヴ・ド・ブルボン＝コンデと結婚した。アンヌの弟はフロンドの乱の首謀者コンデ公ルイ2世であった。リュイユの和議（1649年3月11日）により最初の内乱が終結した後、1640年1月14日にマザランは突然にコンデ公ルイ2世とその弟コンティ公、アンリ2世を逮捕し、フロンドの乱が再び勃発した。

## 家族
1617年4月10日、パリにおいてアンリ2世はルイーズ・ド・ブルボン＝ソワソンと結婚し、以下の子女が生まれた。
- マリー（1625年 - 1707年） - ヌムール公アンリ2世と結婚[1]
- ルイーズ（1626年 - 1628年）
- 子（1634年）

最初の妃の死後、1642年にアンヌ・ジュヌヴィエーヴ・ド・ブルボン＝コンデと再婚し、以下の子女が生まれた。
- シャルロット・ルイーズ（1644年 - 1645年） - デュノワ嬢（Mademoiselle de Dunois）[1]
- ジャン・ルイ（1646年 - 1694年） - 9代ロングヴィル公（1663年 - 1668年）[2]
- マリー・ガブリエル（1646年 - 1650年）[1]
- シャルル・パリ（1649年 - 1672年） - 10代ロングヴィル公（1668年 - 1672年）[2]